# Melanichneumon leviculus
Melanichneumon leviculus là một loài tò vò trong họ Ichneumonidae.